# Ode sur la mélancolie
Vous lisez un « article de qualité » labellisé en 2019.  Il fait partie d'un « thème de qualité ».
L'Ode sur la mélancolie, en anglais Ode on Melancholy, est l'une des six odes écrites par le poète romantique britannique John Keats en 1819 : l'Ode sur une urne grecque, l'Ode à un rossignol, l'Ode sur l'indolence, l'Ode à Psyché, l'Ode sur la mélancolie datées de mai, la dernière (Ode à l'automne) de septembre. Composée de trois strophes seulement, une première ayant été finalement rejetée, elle décrit la perception qu'a le narrateur de la mélancolie au moyen d'un discours lyrique adressé au lecteur.
Grande est la tentation morbide de la délectation morose dans ce poème, de ce qu'Albert Laffay appelle « l'échec savouré » de la mort, « dont la mélancolie n'est que le succédané ». En cela, son sujet se rapproche de celui de l'Ode à un rossignol où le refus de l'anéantissement est précédé d'un long flirt avec le néant.
Les trois strophes se différencient par leur teneur : si la première est dominée par le monde des ténèbres, la deuxième affiche un renouveau presque printanier, et la dernière, tirant la conclusion du débat instauré, énonce une philosophie de vie. Ainsi, selon une logique quasi dialectique, se développe le thème principal, une confrontation entre la morbidité latente et la nonchalante avidité du poète : entre ces extrêmes, John Keats se résout à la mélancolie, inhérente à sa personnalité et propice, malgré ses embûches, à une appréhension du monde et de ses beautés. Toutefois, les interprétations divergent, et souvent de façon contradictoire.
L'Ode sur la mélancolie, où se déploie avec maîtrise tout un arsenal de procédés stylistiques, est reconnue comme l'un des plus beaux poèmes de Keats : compacte, dramatique, solide, ses vers s'enchaînent avec un élan soutenu et une rare félicité.

## Poème
L'ode est la plus courte de l'ensemble composé en 1819. Harold Bloom écrit que « l'harmonie aurait été menacée si une bonne moitié [du poème] avait été consacrée à une quête stérile de « la Mélancolie » ». À la différence du narrateur de l'Ode à un rossignol et de l'Ode à Psyché, celui de l'Ode sur la mélancolie s'adresse directement au lecteur plutôt qu'à un objet ou une émotion, à moins qu'il ne se parle à lui-même.
| Ode on Melancholy NO, no! go not to Lethe, neither twist Wolf's-bane, tight-rooted, for its poisonous wine; Nor suffer thy pale forehead to be kist By nightshade, ruby grape of Proserpine; Make not your rosary of yew-berries, Nor let the beetle, nor the death-moth be Your mournful Psyche, nor the downy owl A partner in your sorrow's mysteries; For shade to shade will come too drowsily, And drown the wakeful anguish of the soul. But when the melancholy fit shall fall Sudden from heaven like a weeping cloud That fosters the droop-headed flowers all And hides the green hill in an April shroud; Then glut thy sorrow on a morning rose Or on the rainbow of the salt sand-wave, Or on the wealth of globèd peonies; Or if thy mistress some rich anger shows, Emprison her soft hand, and let her rave, And feed deep, deep upon her peerless eyes. She dwells with Beauty—Beauty that must die; And Joy, whose hand is ever at his lips Bidding adieu; and aching Pleasure nigh, Turning to poison while the bee-mouth sips: Ay, in the very temple of Delight Veil'd Melancholy has her sovran shrine, Though seen of none save him whose strenuous tongue Can burst Joy's grape against his palate fine; His soul shall taste the sadness of her might, And be among her cloudy trophies hung. | Ode sur la mélancolie Non, non ! ne va point au Léthé, ni consommer Le vin vénéneux de l'aconit aux fortes racines ; Ne souffre pas non plus à ton front pâle le baiser De la belladone, raisin vermeil de Proserpine ; Ne te fais pas un chapelet des baies de l'if ; Que ni le carabe ni le sphinx tête de mort Ne soient ta lugubre Psyché, ni l'effraie duvetée Une compagne à tes mystères douloureux ; Ou l'ombre s'unira à l'ombre sommeilleuse Pour noyer en ton âme l'angoisse qui veillait. Mais quand du haut des cieux l'accès de mélancolie Soudain s'abattra comme une nuée de larmes, Redonnant vigueur aux fleurs qui ployaient, Couvrant le vert coteau d'un suaire d'avril, Qu'une rose du matin rassasie ton chagrin, Ou l'arc-en-ciel naissant de la vague et du sable, Ou la profusion des globes de pivoines ; Que si quelque courroux embellit ta maîtresse, Tiens serrée sa main douce et permets son délire, Buvant profond, profond dans ses yeux sans pareils. Elle demeure en la Beauté – Beauté qui doit périr ; Et en la Joie, dont la main à ses lèvres à lui Pour toujours dit adieu ; auprès du douloureux Plaisir, Un poison que sa bouche, comme une abeille, aspire ; Oui, c'est dans le temple même des Délices Que se cache l'autel de la Mélancolie : Seul le voit celui qui d'une langue énergique À son palais délicat fait éclater les raisins de la Joie : Son âme goûtera de Mélancolie le triste pouvoir, Appendue parmi ses nuageux trophées. |

## Contexte

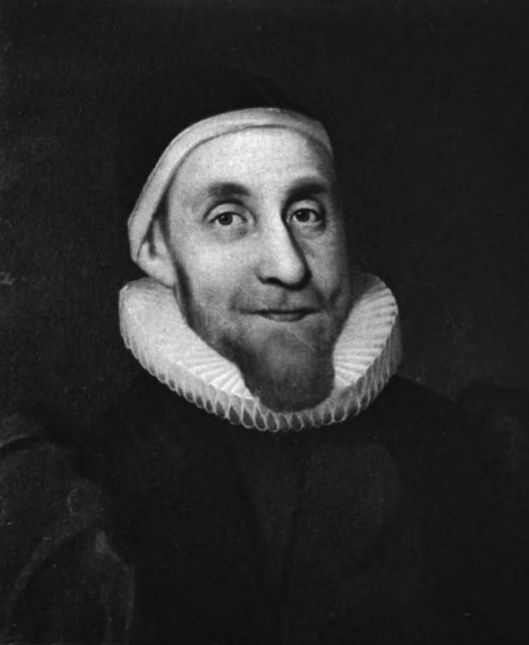
Robert Burton écrit un traité sur la mélancolie deux siècles avant l'ode de Keats.

Le déclic de la composition du poème est vraisemblablement la lecture de L'Anatomie de la mélancolie de Robert Burton, et particulièrement les lignes suivantes :

« L'insomnie, en raison de soucis et de sécheresse du cerveau, est un symptôme qui torture extrêmement les mélancoliques. Il faut donc y remédier rapidement et obtenir le sommeil par tous les moyens. Ceux-là sont internes ou externes. Internes, ce sont des simples ou de simples composés, tels que le pavot, la mandragore, la jusquiame, la belladone,. »

La mélancolie habite Keats depuis longtemps : deux années (1817) avant la composition de son ode (1819), le premier livre d'Endymion et en particulier les scènes d'introduction consacrées aux célébrations du dieu Pan, présentent les principaux traits de la symptomatologie décrite par Burton : un chagrin sans raison mais profond ([that] goes deep), le besoin de s'isoler en un lieu où le moi peut communier avec son affect, le retrait sur soi aux dépens des relations ordinaires, une envie de mort qui se manifeste par la stase du corps mimant l'anéantissement.
Dans l'Ode sur la mélancolie, le narrateur est un personnage dit « mélancolique », c'est-à-dire enclin à la melancholia, condition innée et non dépression passagère de type réactionnel. D'après Bloom, contrairement à Lucien Wolff qui voit dans le poème une protestation contre la médiocrité des conseils prodigués par Burton, loin d'essayer de fuir sa mélancolie, ce narrateur s'emploie à en découvrir la plus authentique forme : tel est le sens d'une première strophe non retenue par Keats, mise en scène d'un macabre de mauvais goût selon Laffay, parodie du burlesque gothique d'après Motion, bric-à-brac mêlé pour Vendler, mais témoignant de l'intensité apportée à la démarche. 
| Though you should build a bark of dead men's bones, Stitch creeds together for a sail, with groans To fill it out, bloodstained and aghast; Although your rudder be a dragon's tail, Long sever'd, yet still hard with agony, Your cordage large uprootings from the skull Of bald Medusa; certes you would fail To find the Melancholy, whether she Dreameth in any isle of Lethe dull. | [Traduction libre] Que ta barque soit faite des os des morts, Que tu couses ensemble les préjugés pour t'en servir de voile, Qu'elle se gonfle, sanglante et atterrée, de gémissements ; Que la queue du dragon te serve de gouvernail, Jadis tranchée, et toujours broyée par la souffrance La plus atroce ; que tes cordages aient été arrachés Du crâne de la Méduse chauve ; et point tu ne trouveras La Mélancolie, même si elle se morfond sur une île du morne Léthé. |

Cette strophe écartée décrit le tumultueux voyage d'un héros chevaleresque qui vogue jusqu'au bout de la terre, à la limite même des Enfers, en quête de la fabuleuse Mélancolie, mais son odyssée reste vaine : nulle part ne se trouve la déesse, archétype de son état. Le bric-à-brac morbide de sa barque, que battent les vents et les larmes, emprunté au Canzoniere  de Pétrarque et au deuxième volume de L'Anatomie de la mélancolie de Burton, affiche sa mâle valeur car composé des dépouilles de ses combats : il a terrassé le dragon, est venu à bout de la Méduse, il s'est aventuré loin de ses propres terres, a traversé le connu et l'inconnu, c'est un amant héroïque plus qu'un poète.
D'autre part, elle rejette l'ultime instance, la mort (« la souffrance », « l'agonie », « le morne Léthé ») ; seule compte la quête de la vraie mélancolie, partout où elle se trouve, même au cœur des joies et des plaisirs : à beaucoup d'égards, cela fait de l'ode qui lui est dédiée, quelle que soit la date de sa composition, la clé de toutes les autres,. D'ailleurs, Keats la préfère, même amputée d'une strophe, à l'Ode sur l'indolence qu'il n'inclut pas dans le recueil publié en 1820 et qui ne paraît à titre posthume qu'en 1848.
Au-delà de la mélancolie, se situe ce que Keats appelle dans le sonnet de 1819 Pourquoi ai-je ri cette nuit ? (Why did I laugh to-night?) la « suprême récompense de la vie » (Death is Life's high meed), c'est-à-dire la mort une fois encore, dont la tentation se trouve communément exprimée dans d'autres œuvres, l'Ode à un rossignol par exemple. C'est là un thème éminemment romantique dont s'imprègnent des poèmes comme L'Isolement de Lamartine, La Tristesse d'Olympio de Victor Hugo ou Les steppes d'Akerman de Mickiewicz, ou encore Hymnes à la Nuit de Novalis.
| Why did I laugh tonight? No voice will tell: No God, no Demon of severe response, Deigns to reply from Heaven or from Hell. Then to my human heart I turn at once. Heart! Thou and I are here, sad and alone; I say, why did I laugh? O mortal pain! O Darkness! Darkness! ever must I moan, To question Heaven and Hell and Heart in vain. Why did I laugh? I know this Being's lease, My fancy to its utmost blisses spreads; Yet would I on this very midnight cease, And the world's gaudy ensigns see in shreds; Verse, Fame, and Beauty are intense indeed, But Death intenser -Death is Life's high meed. | Pourquoi ai-je ri cette nuit ? Nulle voix ne le dira ; Ni dieu ni démon à l'austère réplique Ne daignera répondre du ciel ou de l'enfer Alors, vers mon cœur d'homme je me tourne aussitôt Ô mon cœur ! Nous voici, toi et moi, tristes et solitaires ; Dis-moi donc, pourquoi ce rire ? Ô mortelle douleur ! Ô ténèbres ! ténèbres ! Sans cesse il me faut gémir, Pour questionner en vain et le ciel et l'enfer et mon cœur. Pourquoi ce rire ? Je sais le bail consenti à mon être, Mon imagination peut en atteindre les plus extrêmes félicités ; Et pourtant j'accepterais en ce minuit même de cesser de vivre, Et de voir en lambeaux le pavois bariolé de ce monde ; La poésie, la gloire, la beauté, ce sont bien là des ivresses, Mais plus grande ivresse est la mort – la mort, suprême récompense de la vie. |

## Analyse

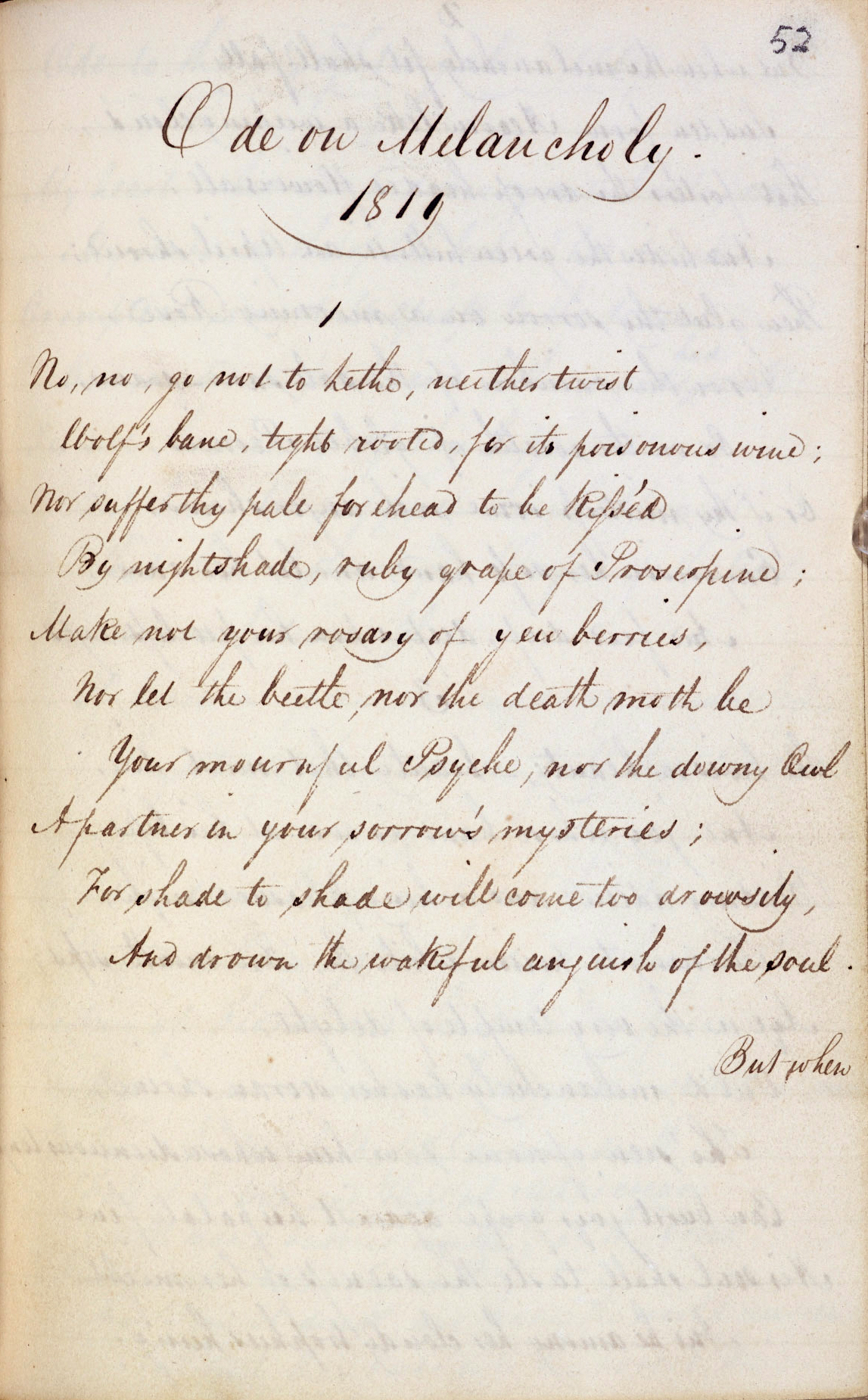
Copie manuscrite du poème (1820).

Pour Helen Vendler, l'Ode sur la mélancolie est à la recherche constante de son style et de son sens. En dépit de sa structure dialectique (« pas ceci, mais cela ») et sa coda explicative, elle manque de clarté. Pétrarquienne, mythologique, religieuse, homérique ? Hésitant entre ce qu'elle récuse (la stupeur narcotique) et ce qu'elle recommande (l'engloutissement du chagrin par les fleurs), elle se rachète brillamment à la fin, véritable condensé de désirs, désir de mort, désir d'angoisse vigilante, désir de joie, d'intensité, enfin désir de réaction érotique, désir d'une souveraine bien-aimée, d'une expérience naturelle.
Comparée aux autres odes de la même série qui résonnent presque toutes de sons mélodieux et brillent par l'art qu'elle décrivent ou évoquent, elle demeure silencieuse, sans musique, avec un héros-narrateur sans poésie, rivée à un sens roturier : le goût (la langue, le voile du palais). Pour autant, en centrant son sujet sur l'intensité d'une émotion — et non sur la passivité (Ode sur l'indolence), la dernière-née des déesses mythologiques (Ode à Psyché), ou encore une entité naturelle (Ode à un rossignol), voire une œuvre d'art (Ode sur une urne grecque) —, Keats déifie sa mélancolie et du coup devient l'objet de sa propre investigation.
Comme l'écrit Anupam Nagar, le thème général est vraisemblablement — rien n'est sûr dans cette ode — « une intense prise de conscience, au départ simple impression puis pensée structurée, que la vie et la mort sont intimement liées, que la douleur et la joie participent de la même essence, et que cette dure vérité, d'abord observée puis acceptée, est le fondement même de l'expérience humaine. »
Ainsi, le poème doit être considéré au vu de l'histoire personnelle de Keats dont la tendance à la mélancolie est notée par nombre de ses amis et qu'il tente sans cesse d'acclimater dans sa pensée et dans son œuvre.

### Antécédents
La lettre-journal écrite par Keats à partir du 19 mars 1819 pour George et Georgiana, son frère et sa belle-sœur exilés outre-Atlantique, contient un passage préfigurant l'Ode sur la mélancolie. Il fait suite à la nouvelle du décès du père de William Haslam, l'un de ses amis de jeunesse, et aussitôt, la pensée du poète se porte vers les aléas de la condition humaine.

#### La lettre-journal
« This is the word - thus we cannot expect to give way many Hours to pleasure - Circumstances are like Clouds continually gathering and bursting - While we are laughing the seed of some trouble is put into the wide arable land of events - while we are laughing it sprouts, it grows and suddenly bears a poison fruit which we must pluck. »
« [Traduction libre] Tel va le monde ; ne nous attendons donc pas à consacrer beaucoup de notre temps au plaisir. Sans fin s'amoncellent et éclatent les nuages. Alors même que nous rions, la graine de quelque ennui est semée dans le vaste terrain arable des événements ; alors même que nous rions, elle germe, pousse et soudain, porte une baie empoisonnée qu'il nous faut cueillir. »
Ce n'est pas là du désespoir, écrit Motion — ce en quoi il rejoint Laffay —, mais de la simple lassitude, et Gittings de remarquer que la mélancolie est, dans la lettre comme dans l'ode, décrite tel le nuage qui « s'amoncelle et éclate » (gathering and bursting).

#### La Grotte de la tranquillité
Autre relais, l'épisode de la « Grotte de la tranquillité » (Cave of Quietude) présenté au chant IV d'Endymion :
| …There lies a den, Beyond the seeming confines of the space Made for the soul to wander in and trace Its own existence, of remotest glooms. Dark regions are around it, where the tombs Of buried griefs the spirits sees, but scarce One hour doth linger weeping […] Few have ever felt how calm and well Sleep may be had in that deep den of all. | [Traduction libre] …Se trouve une grotte Au-delà des limites supposées de l'espace Destinée à l'âme qui, une fois rentrée, Retrace sa propre existence, depuis ses plus lointaines ténèbres. D'obscures régions l'entourent, où les esprits voient La tombe des chagrins, mais à peine une heure Ne s'attardent à pleurer […] Peu ont connu le calme et le bien-être Tels que procure le sommeil en cette profonde grotte. |

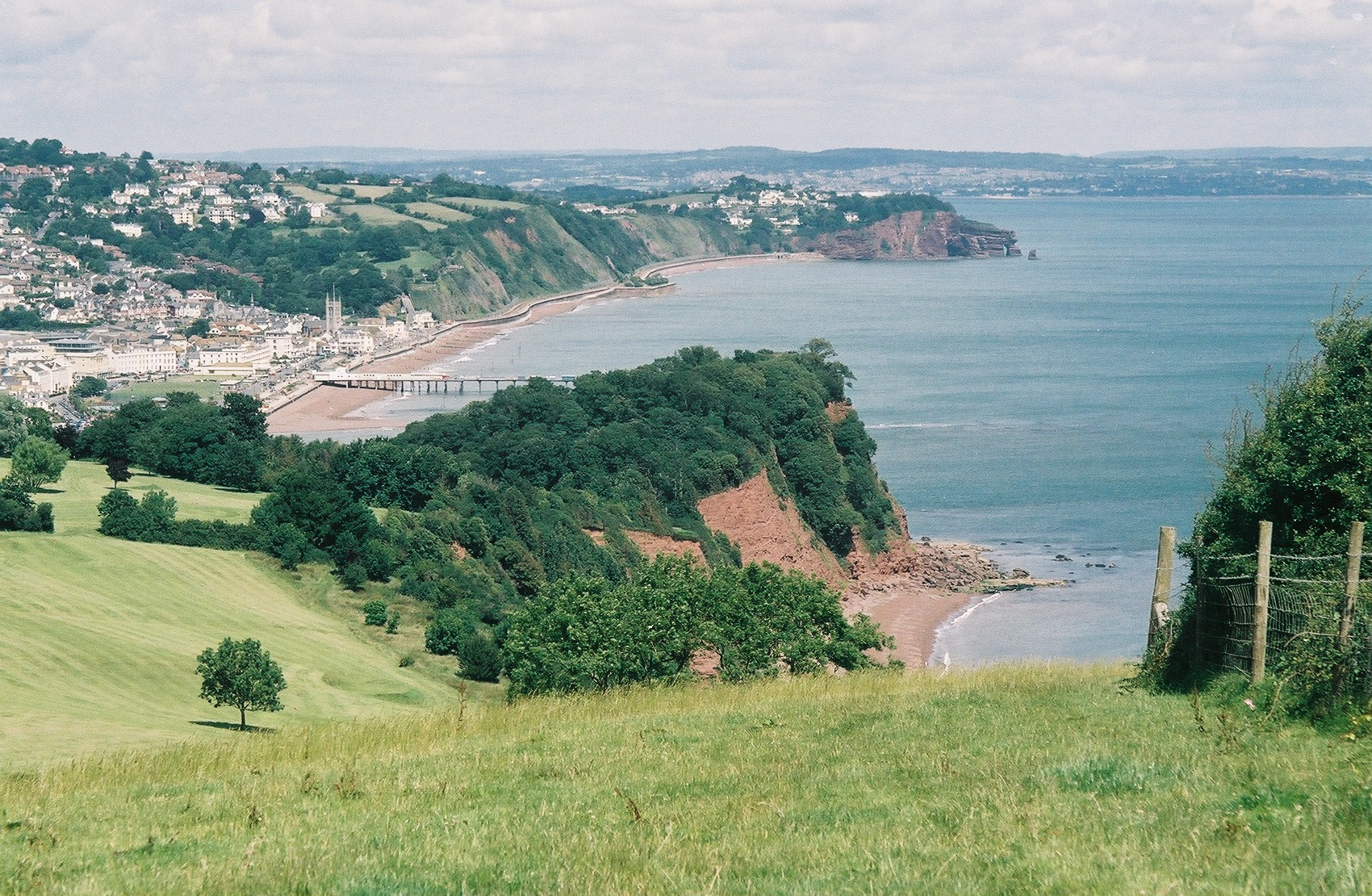
La petite ville côtière de Teignmouth dans le Devon, lieu de villégiature et source d'inspiration pour Keats.

C'est un lieu où l'âme meurtrie est censée se retrouver, mais où elle ne fait que se réfugier. Là, en effet, nulle angoisse ne vient mordre sa substance (where anguish does not sting), droguée qu'elle est par les symboles de l'oubli : le Léthé, le scarabée à la tête de mort (death-watch beetle), etc. Aujourd'hui, Keats pense qu'il s'est fourvoyé, préférant fuir la réalité au lieu de l'accepter telle qu'elle se présente, souvent dure et troublée. Grâce à cette nouvelle ouverture à la vie, l'âme se forge, s'endurcit et en toutes occasions accède à la pleine jouissance de la beauté, une rose, une pivoine, l'« arc-en-ciel d'une vague salée » (the rainbow of the salt sand-wave). Ce dernier exemple n'est pas innocent : en 1818, à Teignmouth au sud du Devon, Keats a éprouvé devant le soudain apaisement d'une « frange d'écume argentée » (the untumultuous fringe of silver foam) le sentiment d'une « éternelle et sauvage destruction » (an eternal fierce destruction) ; aujourd'hui, la mélancolie traverse toute l'ode comme une « maîtresse aux yeux sans pareil » (peerless eyes) qui, même dans ses colères (rich anger shows), ne suscite plus l'effroi, mais demeure la bienvenue.

#### Un contresens
Les trois vers consacrés à la « maîtresse »,
| Or, if thy mistress some rich anger shows Emprison her soft hand, and let her rave, And feed deep, deep upon her peerless eyes. | Que si quelque courroux embellit ta maîtresse, Tiens serrée sa main douce et permets son délire, Buvant profond, profond dans ses yeux sans pareils. |

 ont parfois été accusés de véhiculer une forme de perversité sadomasochiste. Gittings, cependant, considère qu'il s'agit d'un contresens : détaché de son contexte, explique-t-il en substance, le passage incriminé pourrait à la rigueur s'avérer ambigu (anger, emprison, rave, deep répété une fois), mais la teneur générale de l'ode témoigne de ce que la « maîtresse » n'est pas une personne physique, mais une personnification de la Mélancolie (le manuscrit original comprend la majuscule), immédiatement interpellée dans la strophe suivante (et dans la strophe préliminaire ensuite écartée : To find the Melancholy, whether she / Dreameth in any isle of Lethe dull.) en tant que She (« Elle »), celle-là même qui, à la fin, se retrouve en compagnie de ses compagnes et compagnons allégoriques, la Beauté, la Joie, le Ravissement et le Plaisir (Beauty, Joy, Delight, Pleasure).

### Dynamique du texte
Chacune des strophes joue un rôle dialectique dans l'ordonnance de l'ode qui est animée, selon Helen Vendler, d'un mouvement d'« auto-propulsion » (self-propulsion). La première présente la thèse du raisonnement, alors que la deuxième affiche l'antithèse, la synthèse s'exprimant naturellement à la troisième. Sur le mode impératif, le poète s'arrache de force au monde des opiacées pour se jeter avec une voracité non moins brutale dans celui du plaisir, l'apaisement ne se manifestant qu'à la fin. L'apparent contraste entre les deux mondes se trouve gommé par l'unité de la diction : une série de commandements impérieux, d'abord violemment négatifs (« ne fais pas ») puis tout aussi puissamment positifs (« fais »), qui se développent en parallèle : d'un côté, la mythologie du fleuve de l'oubli, de l'autre, la nature avec le nuage en larmes ; ici, les nourritures délétères, là, l'irrésistible séduction de la rose et de la pivoine, etc. ; enfin, la strophe conclusive, ni mythologique, ni naturelle, mais présentant un tableau philosophiquement allégorique. Le passage d'un mouvement à l'autre s'est subrepticement accompagné d'un changement de personnes, d'abord le « tu », puis le « il », le « je » restant exclu de l'ensemble.

#### Personnalisation et philosophie
D'après Bennett, le processus de la personnalisation s'installe avec des mots comme « Joie », « Beauté », « Ravissement », « Plaisir » (Joy, Beauty, Delight, Pleasure), autant de « personnages allégoriques » fondés sur des idéaux et des émotions au fur et à mesure que se déroulent les pensées et les réactions relatives à la mélancolie. À la différence des autres odes écrites en 1819, alors même que le poète présente ces « personnages » de façon anthropomorphique — ce que récuse Christine Berthin qui n'y voit qu'abstractions —, il refuse de dialoguer avec eux. Bennett voit dans ce procédé une distanciation entre l'auteur, le narrateur et le lecteur. À vrai dire, précise-t-il, Keats n'apparaît qu'en filigrane dans l'ode, et dans Reading Voices, Stewart ajoute même que sa voix en demeure absente.
Dans l'Ode sur la mélancolie, écrit Motion, « les sensations se trouvent fiévreusement exacerbées ». En effet, comme le montre McFarland, l'expulsion de la première strophe conduit à la « compression » du texte : en gommant les raisons qui ont poussé Keats à évoquer le Léthé, elle prive « heureusement » le lecteur — ce que Laffay a déjà fait remarquer — de détails dont le reste n'a plus besoin et qui seraient restés inexploités. Pour autant, l'ironie persiste, quoique à un moindre degré, se reportant sur la deuxième — devenue première —, gonflée d'emphase lyrique; c'est seulement dans la troisième et dernière que s'instaure un certain équilibre.

#### La mort et les ténèbres
D'abord, le vocabulaire se focalise sur l'idée de la mort et des ténèbres. Sans être nommés, les Enfers sont présents à deux titres, par le Léthé et par Proserpine. Nul cimetière n'apparaît mais un if, l'arbre sacré des Celtes, représenté par ses baies, qui assure le lien entre les vivants et les morts ; il y a abondance de plantes léthales comme l'aconit (wolfbane), la belladone, de la famille des solanaceae, les grains de l'if, dont deux (wolfbane et nightshade) portent en leurs composants des connotations « sinistres » : wolf (« loup »), bane (« fléau »), night (« nuit »), shade (« ombre ») ; paraissent des insectes, des coléoptères (beetles), symbole de mort dans l'Égypte antique et qui doivent leur relation avec la nuit à plusieurs associations de mots comme dans black-beetle (« scarabée noir ») ou dans l'expression blind as a beetle (« aveugle comme une blatte ») ; est aussi évoquée une phalène que Keats appelle death-moth (« Grosse vrillette, Xestobium rufovillosum, Horloge de la mort ») par analogie avec death-worm, un ver en forme de crâne humain qui vit dans le lointain désert de Gobi, et death-watch, un papillon dont le véritable nom est death's head moth (« Sphinx tête de mort ») ; moth (« phalène ») s'oppose à butterfly (« papillon ») par sa couleur terne et ses habitudes nocturnes ; à ce bestiaire s'ajoute le hibou, oiseau rapace au bec crochu, armé de serres, avec des aigrettes en forme de cornes, dont le hululement résonne d'une connivence infernale dans les noirs fonds de l'imaginaire populaire, indésirable compagnon des angoisses de la nuit,.

#### L'accumulation des négations
À considérer le sens des phrases, une énergie peu à peu accumulée se libère soudain en quatre brèves négations, No, no, go not, neither twist (« Non, non, ne pas, ni ») pour repousser vigoureusement la tentation de la mort que véhicule le vocabulaire. Cependant, — telle est du moins l'interprétation de Laffay — ce quadruple négatif, par sa force multipliée, évoque aussi puissamment que paradoxalement ce qu'il annule puisque, du premier au quatrième vers, la strophe tourne autour de la tentation du suicide.
Viennent alors deux vers dont deux traductions, autres que celle de Praud, sont ici proposées : celles de Suied, la plus récente, et de Laffay :
For shade to shade will come too drowsily,

And drown the wakeful anguish of the soul.
Traduction : Suied
Car l'ombre rejoindrait la torpeur des ombres

Et noierait l'angoisse vigilante de l'âme.
Traduction : Laffay
Car l'ombre gagnera l'ombre dans un excès de torpeur,

Éteignant en ton âme la vigilante angoisse.
Se retrouvent dans les deux versions la torpeur du début de l'Ode à un rossignol (drowsily) et l'idée d'une angoisse aux aguets, désormais revivifiante (wakeful anguish). Chez Suied, ce n'est qu'une possibilité (conditionnel présent), alors que Laffay, plus fidèle au texte original, présente les faits comme une certitude (futur simple de l'indicatif). Ainsi la mort, même volupté suprême, porte en elle l'inconvénient qu'on ne saurait jamais en jouir. L'aphorisme d'Épicure, « Le plus effrayant des maux, la mort ne nous est rien […] : quand nous sommes, la mort n'est pas là, et quand la mort est là, c'est nous qui ne sommes pas », se voit donc ici détourné pour éloigner l'ultime tentation et la remplacer par la valorisation de la mélancolie, alliée inévitable et enfin apprivoisée.

#### L'antidote gloutonne

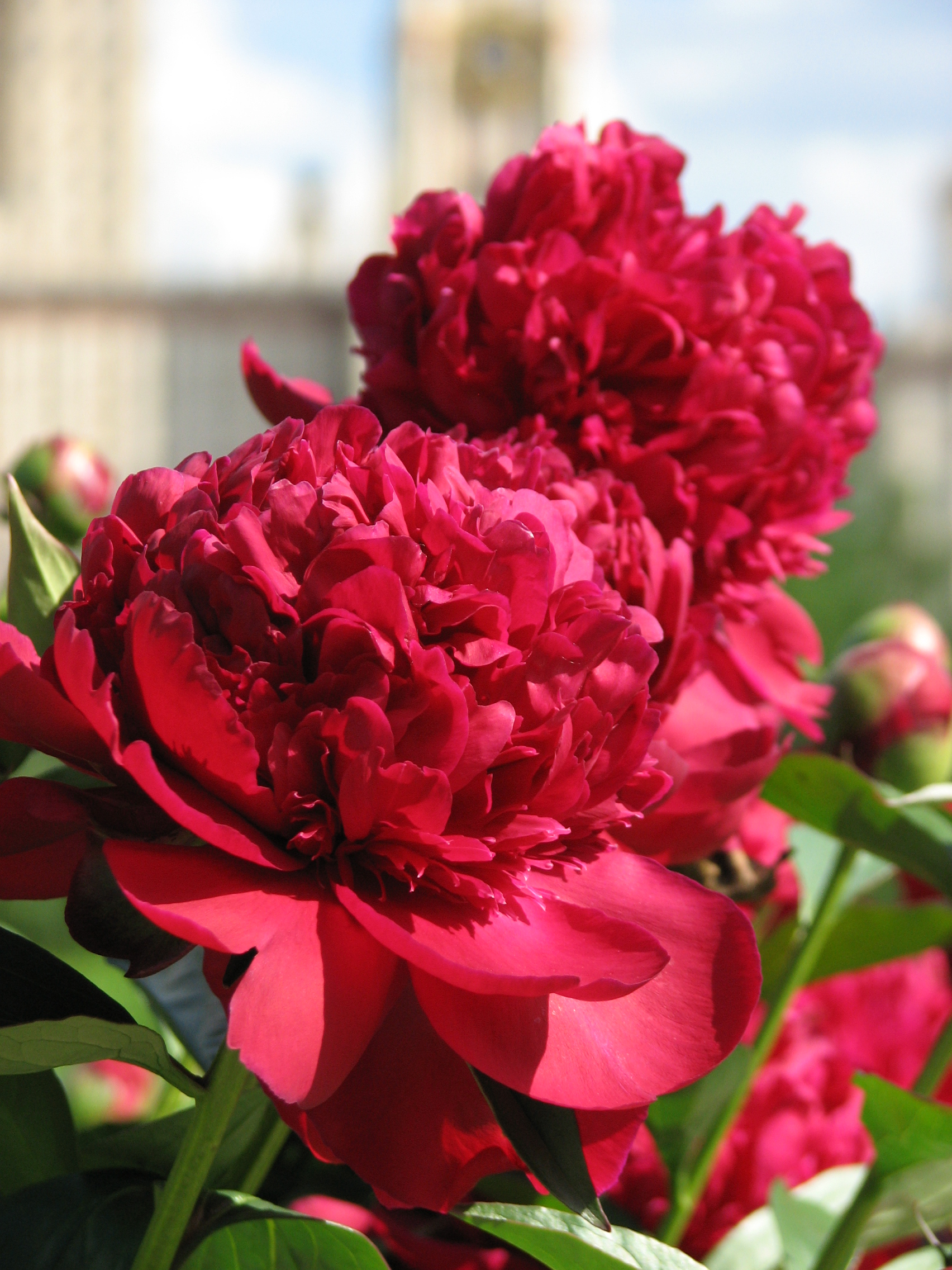
La sensualité colorée des pivoines de la deuxième strophe (ici des Ruth Clay) offre un vif contraste avec la noirceur des sentiments jusqu'alors évoqués.

La deuxième strophe propose un contraste dont la soudaineté semble faire office d'antidote. Aux ténèbres et aux ombres succède une explosion de couleurs des plus vivaces, celles des yeux, des fleurs, de la verte colline, de la rose, de l'arc-en-ciel, des pivoines, le tout d'une « richesse sans égale » (rich, peerless). Seul le mot shroud (« linceul ») rappelle discrètement le thème funèbre du début. L'éclat de cette beauté jaillit de toute part, mais deux mots suffisent, glut (« engloutir ») et feed (« nourrir »), pour laisser comprendre que ce sont là des richesses sur lesquelles l'homme en peine se jette avec voracité. La force sémantique de glut se voit encore accentuée par sa place de première syllabe du vers, et feed, qui le suit, se prolonge en des sonorités qui en multiplient l'écho : iː, diːp, ˈpɪəlɪs. Ainsi, une fois la séduction de la mort repoussée, Keats revient à la sensualité, car comme l'écrit Laffay, « [i]l y a ce je ne sais quoi de glouton dans le mouvement du désir ».
Ce retour païen à la joie d'une sorte de carpe diem se tempère par la présence sur toute la strophe du mot « mélancolie » qui d'emblée s'est abattu sur elle, accentué sur sa consonne initiale et souligné par les allitérations qui le suivent (fit / fall) (But when the 'melancholy fit shall fall). Ainsi, à la place de la mort s'offre la mélancolie, « accès » (fit) qui littéralement vous « tombe dessus » (fall), mort incomplète mais dont se savoure la présence . Cette gourmandise de la deuxième strophe n'est donc pas la joie insouciante des bonnes nourritures, terrestres ou non ; comme le confirme la troisième, elle tend au contraire à se féliciter de l'impossibilité du plaisir, si simple soit-il, à plus forte raison du plaisir « lancinant » (aching), comme une douleur se manifestant par à-coups. Déjà, dans un brouillon d'Endymion, Keats écrit :
| … There is a grief contained In the very shrine of pleasure … | … Un chagrin repose Au sein même du sanctuaire du plaisir… |

### Le bonheur stationnaire
La troisième strophe évoque le temple secret du ravissement, sanctuaire de Mélancolie. Voilée, elle ne se révèle pas au commun des mortels, mais à un seul privilégié, celui qui sait « faire éclater contre [son] fin palais le grain de raisin de la joie », jouir de l'impossibilité même de la jouissance, et prendre parti pour le néant afin de changer l'échec en réussite. « Bonheur stationnaire, écrit Laffay. Tout plaisir, toute beauté se corrompent, le temps prenant toujours sa revanche. Ainsi, dans cette ode, un Keats à tendance morbide donne la réplique à un Keats nonchalamment avide. »
Ainsi, joie et mélancolie sont les deux faces de la vie. Pour connaître l'essence véritable du bonheur, l'âme humaine doit composer avec l'angoisse non seulement de la mort et du déclin, mais aussi des épreuves et des tribulations quotidiennes. Pas à pas, le poète effectue un voyage intérieur qui le conduit du désespoir à une sorte de réconfort paradoxalement retrouvé dans et par la médiation de sa propre morosité. Middleton Murry voit dans cet instantané initiatique l'expression d'un triomphe sur le désespoir (triumph over despair) ; Gittings, s'il trouve le jugement quelque peu exagéré, concède qu'il s'agit essentiellement de l'acceptation du bien et du mal.
Cette thèse diffère peu de celle qu'exprime Victor Hugo dans Les Travailleurs de la mer (1866) : « La mélancolie est un crépuscule. La souffrance s'y fond dans une sombre joie. La mélancolie, c'est le bonheur d'être triste. »

## Thématique
« [Un Keats] nonchalamment avide », écrit Laffay qui évoque la « sensualité », mais C. J. Murray parle de « sexualité » : selon lui, le texte du poème regorge de sous-entendus invitant le lecteur à appréhender la mélancolie non sans délices.

### Sensualité ou sexualité?
Daniel Brass lui emboîte le pas : les mots burst Joy's Graces évoquent le moment sacré de la pleine satisfaction (burst signifie « exploser »), alors que gicle le jus du raisin porté à son ultime maturité, quand le monde atteint sa culmination, ne saurait se bonifier au-delà et que s'annonce de ce fait son déclin : alors s'instaure la mélancolie. Thomas McFarland va plus loin : pour lui, la beauté des mots et des images tente de réconcilier la « laideur » de la mélancolie et la « beauté » inhérente à l'ode, c'est-à-dire la poésie, et à cette fin, les raisins gonflés jusqu'à l'éclatement et les boules de pivoines (globéd peonies) révèlent l'intention du poète d'introduire le thème de la sexualité au sein même de la discussion.
Selon La Cassagnère, l'ode est animée d'un mouvement salvateur : d'abord un attachement délétère à une « Chose » littéralement innommable et réductrice, consignant le moi au monde des ténèbres et du silence (1re strophe) ; puis la transmutation métomynique de cette « Chose » en objets de désir pouvant être nommés et décrits (2e strophe) ; enfin la promotion symbolique et ambiguë — death-moth[er] —) à un désir partagé (3e strophe). À le relire en sens contraire, le texte passe ainsi de l'apogée des « yeux sans pareil » (peerless eyes), ceux de la maîtresse (vers 20), à la somptuosité des « boules de pivoines » (globéd peonies) (vers 17), au chromatisme de « l'arc-en-ciel de la vague salée » (rainbow of the salt-wave) (vers 16), enfin à la « rose du matin » (morning rose) (vers 15), avec une autre ambiguïté entre morning (« matin ») et mourning (« deuil ») — deux mots dont la prononciation est identique : ˈmɔːnɪŋ.

### De la douleur à l'œuvre d'art

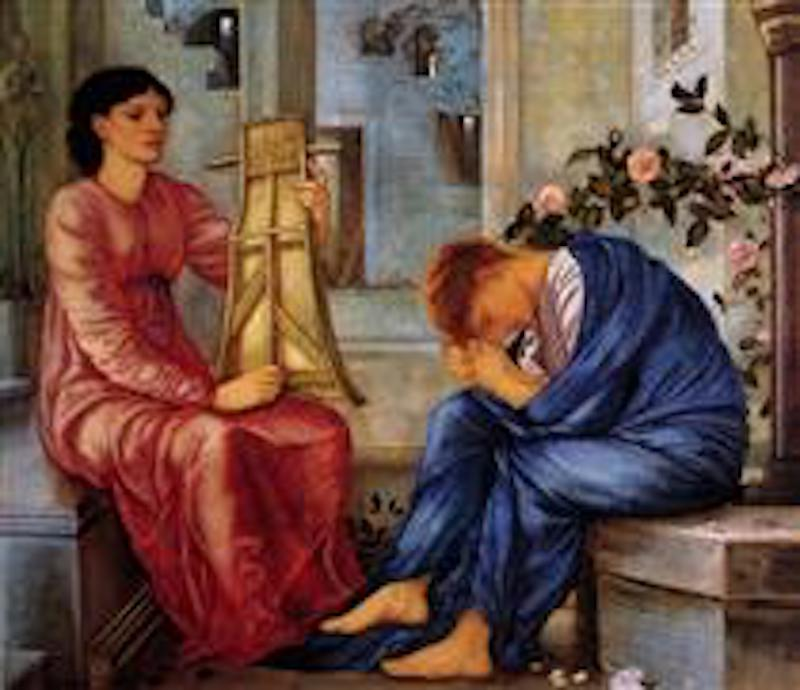
La Lamentation (Edward Burne-Jones, 1865 - 1866).

Pour Christine Bertin, l'Ode sur la mélancolie n'est pas le symptôme d'une maladie du deuil, mais constitue au contraire une tentative de le dépasser : « J'ai en ces temps-ci, écrit Keats dans une lettre à son frère, la satisfaction d'avoir de grandes idées sans l'ennui d'en faire des sonnets. Je ne vais pas gâter mon amour du noir en écrivant une Ode aux Ténèbres. » Ainsi, mettre des idées noires en texte serait corrompre le plaisir de les avoir. L'Ode sur la mélancolie aurait donc une portée élégiaque : elle témoigne de la volonté de sublimer la douleur en œuvre d'art.
L'ode suit en effet le mouvement de l'élégie, avec trois temps très nettement marqués : la première strophe, temps du désespoir, l'expression de l'instinct de mort ; la deuxième, promesse de consolation par une amorce d'ouverture vers de possibles substituts affectifs ; la dernière, renouveau au travers duquel « le rêveur renaît, devient poète, se construit une déesse qu'il faut adorer au grand jour ».
Cette interprétation va à l'encontre que celle que propose La Cassagnère dans Le voyage imaginaire et ses écritures dans la poésie de Keats. Pour lui, l'ode doit être considérée en son entier, c'est-à-dire avec sa strophe rejetée, auquel cas l'expression d'une angoisse de castration profonde des deux premières strophes se voit effacée par les deux dernières qui réécrivent positivement une poétique de la mélancolie mettant en scène « un héros-célébrant qui prend la déesse de la loge comme idole à l'intérieur de lui-même » ; mais Christine Berthin en conclut ironiquement qu'à ce compte, « il n'y a plus de mélancolie à la fin de l'Ode sur la mélancolie ».
L'Ode joue un « rôle pivotal » dans l'œuvre de John Keats, car elle se présente comme une « grammaire du deuil ». Le poison y devient remède : « Keats […] se soigne à doses homéopathiques de la maladie du deuil. » Loin de lui les décoctions tueuses du moi, les substances pernicieuses mentionnées à la première strophe, reprises dans l'Ode à un rossignol ; à la place, il choisit de prendre de petites quantités de poisons symboliques, la rose, la pivoine, l'arc-en-ciel, « symboles de mortalité et d'évanescence mais permettant de surmonter la vraie mort par la reconnaissance de leur beauté éphémère ».
La perte et la mort se trouvent ainsi enlacées dans une toile culturelle permettant de les maîtriser. La tentation est bien celle du suicide, nié à grand renfort de négations — remarque déjà faite par Laffay —, mais imprégnant chaque mot de la première strophe. S'élève alors un rythme plus fort que la tentation du laisser-aller à cette sombre mélancolie, qui se structure dans les négations répétées : « Quelque chose se trame et se tisse dans cette strophe, dans le frôlement continu des allitérations (fit, fall, fosters, flowers). » C'est ce que Peter Sacks appelle « un tissu de substitution » : le sujet se voit invité non à se nourrir de chagrin, mais à nourrir son chagrin d'images. Ce n'est pas de la mélancolie, mais le refus d'avaliser la perte. Il faut chercher dans le monde extérieur des métonymies de l'objet, l'arc-en-ciel, écharpe d'Iris, rappelant une mère perdue (death-moth[er]), comme la rose et les pivoines à la splendeur éphémère évoquent la beauté d'une figure féminine aimée. Ces images substitutives laissent la place dans la dernière strophe à une méditation sur le pouvoir du langage : Beauté, Joie, Plaisir, Délice restent des abstractions, sans relents de sentiments personnels.
À ce stade de son analyse, Christine Berthin revient à l'interprétation de Laffay, pour qui la poésie de John Keats se mange et s'assimile. Elle insiste sur l'invite faite au lecteur de pénétrer au plus profond de la cavité buccale qui contient le voile de la mélancolie (veiled melancholy) (strophe 3, vers 26), mélancolie apaisée, apparemment presque guérie. C'est alors que paraît deux fois le raisin, raisin vermeil de Proserpine ou raisin de la joie. Contrairement aux interprétations sexuelles évoquées plus haut — et paradoxalement —, Christine Berthin voit dans l'écrasement du fruit dans la bouche du poète l'évocation de la tuberculose, la consomption ayant tué la mère de Keats ainsi que son frère, et qui va l'emporter lui aussi : image puissante d'une contagion unissant une mère et ses deux fils selon une transmission funestement générationnelle.

### L'union du temps avec la beauté
Bloom montre que le concept de « capacité négative » (negative capability) point subtilement quand les négations répétées apparaissent comme autant de saillies ironiques jetées là, alors que le poète évoque allégoriquement la mélancolie naissante comme une giboulée de mars donnant vie au nouveau printemps. Au vers 13, l'image des « fleurs aux têtes pendantes » (droop-headed flowers), supposée décrire un début de mauvaise humeur, représente ce qu'il appelle « une tentative passionnée pour évoquer la réaction du sujet à la mélancolie ». D'autre part, toujours selon Bloom, la troisième strophe montre la vraie négativité à l'œuvre alors qu'est évoquée la Beauté : « Elle habite chez la Beauté, une Beauté condamnée à mourir », écrit Keats (vers 21).
De fait, selon Bonnecase, indépendamment de ses splendeurs artistiques rappelant celles de l'âge élisabéthain, du savoir-faire quasi baroque qu'elle révèle, de la munificence de sa langue, de sa parfaite maîtrise prosodique, l'Ode sur la mélancolie est l'un des deux poèmes, avec l'Ode sur une urne grecque, consacrés à la beauté. La tentation de la mélancolie suicidaire telle que la conçoit Burton se voit fermement rejetée par la cascade de négations notée par tous les commentateurs, si accentuée qu'elle revient à ce que Laffay appelle « une affirmation inversée ». Si la plupart des allusions mythologiques du début associent la mort à la promesse de plénitude, cette forme d'oubli, soulignée par des diphtongues charmeuses et un rythme berceur dû à l'abondance des accents toniques aux vers 1 et vers 2, se voit contrebalancée par ce que Helen Vendler appelle « un virage dans le réalisme » à la deuxième strophe, comme si soudain, la mélancolie descendait des cieux pour entrer dans le monde des hommes. Alors, Keats recourt à une rhétorique des contrastes : fall (« chute ») / heavens (« cieux »), fosters the droop-headed flowers (« nourrit les fleurs à la tête pendante ») / April shroud (« linceul d'avril ») ; la mélancolie exige l'intensité, un instant ramassé en une quasi-éternité, où la jouissance et l'angoisse se nourrissent l'une de l'autre. À ce stade, « la Beauté est la mélancolie parce qu'elle concentre le "nectar" des contraires ».
Ainsi, le poème accède à « une apothéose d'équilibre délicatement assuré ». L'expérience de la mélancolie, aussi rare que subtile, se manifeste au moment précis où la découverte de la beauté, ressentie comme une joie permanente, se marie avec son contraire, le sentiment d'une perte inexorable, d'une mort imminente. Aussi s'instaurent la suspension du temps, l'impression d'une quasi-éternité où l'attente d'une totale dissolution se vit pleinement (aching pleasure nigh). Alors, l'adéquation entre la beauté et la souffrance, la joie et le désespoir atteint son comble : « Elle [la mélancolie] habite chez la Beauté, et cette Beauté doit mourir » (She dwells with Beauty – Beauty that must die [vers 21]).
La fin du poème retrouve le for intérieur, le temple, la loge où se dévoile soudain une déesse victorieuse, conquérante, autre allégorie de la poésie, la muse inspiratrice. Le poète y accède après de rudes efforts (strenuous tongue) en un moment orgastique (burst), sans doute celui de la création, aussitôt destiné à se dissoudre. La mélancolie esthétique de Keats, précaire, demeure suspendue entre ces deux extrêmes : « [c'est], conclut Bonnecase, une sublimation d'un infini raffinement, qui ne transcende pas la mort, mais plutôt l'incorpore dans la beauté même. »

### Poète ou amoureux mélancolique?
Helen Vendler, catégorique, ne partage pas l'interprétation de Bonnecase : pour elle, « le narrateur n'apparaît pas en tant que poète, mais en tant qu'homme rongé par la mélancolie amoureuse ». Ainsi, la question artistique, omniprésente dans les autres poèmes de la même série, ne se manifeste qu'à la dérobée dans l'opposition implicite entre Mythologie et Nature, et sa résolution dans l'allégorie. Apparemment, il s'agit de répondre à une question : comment absorber de bonne grâce le plein de mélancolie et la plénitude du plaisir ? L'ode se propose d'abord d'explorer et d'apprivoiser, et non de réprimer, la bonne entente entre l'angoisse vigilante (wakeful anguish) et la jouissance (delight) d'une grappe de raisins qu'une langue vigoureuse (strenuous tongue) fait exploser de douceur contre un fin palais. Ici se joue la préférence, quels que soient les contrariétés, les conflits et les souffrances endurés, de l'éveil au sommeil, de l'ardeur à la passivité, de l'appétit des passions à leur délaissement.
Ainsi, l'ode, présentée comme impersonnelle, s'affirme en sous-main comme éminemment personnelle. Parabole de l'amour déçu ou perdu, la rose, l'arc-en-ciel, la pivoine sont autant de substituts de la « maîtresse » — qui, dans le vocabulaire de Burton, signifie la « bien-aimée ». Cependant, à la fin du poème reviennent le poison de l'aconit (wolfbane), transmué en nectar pour abeille, le raisin pourpre de Proserpine (ruby grave of Proserpine) devenu « raisin de la joie » (Joy's grape), la maîtresse courroucée (angry mistress) changée en une déesse victorieuse accrochant au nuage — « le nuage en pleurs » (weeping cloud) de naguère — ses trophées sacrificiels. Au bout du compte, le héros fait ainsi l'expérience d'une sorte de mort : tel Gloucester dans Le Roi Lear de Shakespeare, que Keats annote abondamment : 
| (Les trois vers en italiques ont été soulignés par Keats) But his flaw'd heart— Alacke, too weake the conflict to support— Twixt two extremes of passion, joy and greefe, Burst smilingly. | Mais son cœur fêlé (Hélas ! trop faible pour supporter le choc), Entre ces deux extrêmes de la passion, la joie et le chagrin, Se brisa en souriant. – (traduction J.M. Déprats). |

Incapable de supporter la saveur mélangée de joie et de tristesse alors qu'éclate — et se suicide en même temps — le raisin gonflé sous la pression fulgurante de la langue, le héros sent son cœur exploser d'amour blessé et son âme se dissoudre pour s'abandonner à sa nouvelle déesse. Nuage désormais sans parole, trophée accroché au mur d'un sanctuaire, simple ex-voto en somme, le conquérant, maintenant victime, s'est mué en un objet sans intérêt. In fine peut-être, Keats se penche sur la solitude métaphysique du poète qui, muré dans la prison de son moi, n'attend plus rien de la société et, à ce stade, s'avère incapable d'envisager une relation fructueuse avec un quelconque groupe d'êtres vivants.
Pour autant, l'ode dans son ensemble formule bien une théorie thérapeutique qui passe par l'expérience esthétique : la contemplation de la beauté est un recours contre la dépression mélancolique. Après diverses tentations illusoires, Keats se libère de l'immédiat pour embrasser l'expérience dans son ensemble : comme le rappelle l'Ode sur une urne grecque dans sa conclusion, la Beauté va de pair avec la Vérité dont il convient de s'accommoder ; la beauté est condamnée à mourir, la joie à dire adieu, mais la reconnaissance de cette inévitabilité n'est plus un obstacle et c'est dans le sanctuaire même du plaisir qu'en soi réside la vraie et fructueuse mélancolie.

## Forme
L'Ode sur la mélancolie comprend, plus que les autres grandes odes du printemps de 1819, nombre de réminiscences, conscientes ou non, de divers écrivains ou genres poétiques, et fait appel à des styles rhétoriques extrêmement variés.

### Du mélodrame au dialogue intérieur
Pour la seule strophe écartée, Helen Vendler compte six formes de style qu'elle appelle « homélico-prophétique » (fais ceci, mais cela ne t'empêchera pas d'échouer à réaliser cela), héroïque (quête de la mélancolie de par le monde souterrain), religieux (croyances [creeds]), chapelet [rosary] ), pétrarquien (barque, mât, gémissements), gothique (squelettes, potence, sang, teint blafard), mythologique (dragon, Méduse, le Léthé). Le ton n'est pas à la méditation, mais à l'action, quoique condamnée à l'échec. En refusant d'intégrer cette strophe au poème, ajoute-t-elle, Keats efface le mélodrame pétrarquien et le bric-à-brac gothique, mais garde le reste en lui faisant prendre une autre direction. L'expression reste homélico-prophétique, mais se tourne vers l'intérieur : en effet, il ne s'agit plus d'initier un éphèbe, mais d'instaurer un dialogue de l'esprit avec lui-même.
Pour autant, cet assemblage disparate de registres linguistiques floute le sens du poème : s'agit-il d'un voyage orphique jusqu'aux Enfers à la recherche d'une muse ? Ou d'une quête futile comme celle de Childe Roland pour Robert Browning, qui suit ses prédécesseurs jusqu'au gibet à travers un hideux désert ? Le héros va-t-il tuer Mélancolie comme il l'a fait de Méduse et du Dragon ? Est-ce un amant perdu dans la barque de Pétrarque, dont les voiles se gonflent de ses propres grognements et gémissement après que son corps et son âme ont été mutilés par la riche colère de sa maîtresse ?.
La deuxième strophe présente un flashback offrant deux occasions parallèles, l'une de sept vers, l'autre de trois, chacune reliée par la conjonction de coordination « ou » (or), susceptibles de conduire aux expédients suicidaires évoqués dans la première. D'abord une mélancolie sans cause apparente, soulignée par l'emploi de l'adjectif « soudain » (sudden from heaven like a weeping cloud), ensuite un accès de morosité amoureuse générée par une possible tirade de la maîtresse. Dans les deux cas, le noyau central est le verbe glut (« avaler gloutonnement ») : ici, la mélancolie se rassasie sans retenue d'elle-même ; là, le chagrin se nourrit (feed) de la bien-aimée. Cependant, explique Helen Vendler, une nouvelle structure se dessine en sous-main, le chagrin (sorrow) se jetant avec la même avidité sur les beautés naturelles. Il y a là un chevauchement structurel dont l'ambiguïté pose une interrogation de fond : s'agit-il toujours de mélancolie ou est-il question de satiété ?.
Les strophes de l'ode — celle que Keats a écartée y compris — se déroulent sur une seule phrase procédant par incréments successifs jusqu'à une conclusion, si bien que l'élan syntaxique ne se trouve jamais rompu. Helen Vendler pense que la deuxième strophe est inférieure aux deux autres : d'un monde de tentation, avec son vin, ses baisers, ses raisins de pourpre, le lecteur se retrouve soudain dans un jardin à clichés invitant à se repaître par le goût de roses, de grosses pivoines et d'arc-en-ciel, avec une colline verte survenue de nulle part pour ensuite disparaître sans avoir servi à rien. De Pétrarque et Shakespeare, Keats est passé à Wordsworth qui en 1798 dans la préface des Ballades lyriques, recommande que « la nature soit ton seul maître » (Let nature be your teacher).

### Réminiscences shakespeariennes
Comme l'illustre la section précédente (Poète ou amoureux mélancolique ?), les voix shakespeariennes de la souffrance et du chagrin informent la poésie de Keats. Ainsi, dans l'Ode sur la mélancolie, se retrouvent des échos de contrastes, à la fois amers et délicieux, que Keats appelle dans son sonnet On sitting down to King Lear once again « The bitter-sweet of this Shakespearian fruit » (« Le doux-amer de ce fruit shakespearien ») (vers 8). Parmi eux, à tire d'exemple, le vers « The web of our life is of a mingled yard, good and ill together » (« La toile de notre vie est tissée d'un fil où se croisent le bien et le mal »), de Tout est bien qui finit bien (All's Well that Ends Well), acte IV, scène 3, vers 67, dont la substance se  retrouve dans des expressions ou des phrases antithétiques, telles que « Beauty that must die, aching pleasure nigh / Turning to poison while the bee-mouth sips » (« Une Beauté qui doit mourir », « le douloureux plaisir si proche », « Se changeant en poison tandis que l'abeille en suce le nectar »), qui résument à elles seules le thème général du poème.
Autre réminiscence, venue de Vénus et Adonis, avec des vers préalablement soulignés (italiques) par Keats, qui annoncent le passage dédié aux mains de la maîtresse : 
| My smooth moist hand, were it with thy hand felt, Would in thy palm dissolve, or seem to melt. (vers 143-144) | [Traduction libre] Que ma douce et moite main soit par ta main caressée, Et dans ta paume se dissoudrait ou semblerait fondre. |

ou encore :
| And when from thence he struggles to be gone, She locks her lily fingers, one in one. (vers 237-238) | [Traduction libre] Et lorsqu'il s'efforce de s'en retirer, Ses doigts de lys elle ferme un à un. |

Les yeux, tels qu'ils sont traités dans l'ode, semblent eux aussi avoir été inspirés par Vénus et Adonis, encore que Keats n'ait pas souligné les vers correspondants :
| Look in my eye-balls, there thy beauty lies (vers 119) | [Traduction libre] Regarde la pupille de mes yeux, c'est là que réside ta propre beauté. |

et :
| His glutton eye so full hath fed (vers 399) | [Traduction libre] Son œil glouton à satiété s'est assouvi. |

Hamlet n'est pas en reste qui, « plongé dans l'extase de l'amour » (in the very ecstasy of love) (vers II.1. 103), emprisonne les mains d'Ophélie et se repaît (feeds deep) de la contemplation de son visage.

### Régularité iambique
Compacte (avec un schéma de rimes externes en ABABCDECDE, une variante étant apportée à la troisième strophe où les six derniers vers forment la séquence DBEDCE), dramatique, solide, l'Ode sur la mélancolie est reconnue comme l'un des plus beaux poèmes de Keats, dont les vers s'enchaînent avec une rare félicité.
Cette déambulation poétique se caractérise surtout par la régularité iambique de ses pentamètres, dont la pesanteur tient au fait que le iambe [u –] et le trochée [– u], pourtant antagonistes, de même que le spondée [– – ], neutre comme son contraire le pyrrhique [u u], se ressemblent chez Keats au point qu'il est souvent difficile de les distinguer, tant s'accentuent les syllabes supposées atones et vice-versa : ainsi, dans le premier vers, les pieds du premier hémistiche sont accentués de facto car monosyllabiques : « NO, no! go not to Lethe, neither twist » [nəʊ — nəʊ — / gəʊ — nɒt — / tuː u / ˈliː — θi —], avec l'accent dominant sur nɒt plutôt que gəʊ ; le second hémistiche, réduit à deux mots, comprend un trochée et une syllabe accentuée : [ˈnaɪ — ðə u / twɪst —] : aussi le vers entier peut-il se lire en détachant chaque syllabe, comme martelée au lecteur, peut-être poète potentiel à qui s'adresse le narrateur pour le mettre en garde. Le deuxième vers « Wolf's-bane, tight-rooted, for its poisonous wine » affiche un rythme semblable, les mots doubles se comportant comme des assemblages de monosyllabes dans le premier hémistiche : [wʊlf — beɪn — / taɪt- — ˈruː — / tɪd —], tandis que dans le second, l'adjectif poisonous — qui se prononce en deux syllabes, ˈpɔɪznəs, le [ɔ] médian étant éludé — est suivi d'un nom commun : [fɔːr u ɪtsˈ — / 'pɔɪznəs — u / waɪn —], lui-même monosyllabique. Il y a là un tempo volontairement lent, un débit alourdi, comme si le poète désirait ardemment laisser chaque terme, pour reprendre Du Bos, « développer en nous sa vertu ».

### Pléthore de sons en [ɪ]
Se relèvent également — trait commun à l'ensemble de l'œuvre de Keats — les sons en /ɪ/ répétés, essentiellement sous leur forme brève : certains servent à la rime, les autres demeurent enchâssés dans le corps du vers, mais le plus souvent dans une position exposée, par exemple en fin d'hémistiche (rosary, beetle, Psyche, anguish). Comme dans l'Ode sur une urne grecque, il y a une explication historique à cette pléthore : Aubrey de Sélincourt explique que « la langue anglaise, depuis qu'elle a perdu ses finales, en particulier le « –e » inaccentué, se voit privée de nombreux effets prosodiques habituels chez Chaucer au XIVe siècle. […] Si cette finale réussit à moduler le vers, elle a aussi pour conséquence de produire une foule d'adjectifs pour ainsi dire succulents à l'excès, comme si pour passer du nom à l'épithète, s'exprimait toute la saveur du substantif : c'est, là encore, une manière d'appuyer sur un nom et de le dilater ».

### Allitérations, oppositions
Keats utilise le procédé de l'allitération de façon quasi systématique, quoique le modulant selon l'intensité des effets recherchés. Ainsi, le vers 5 répète le son mouillé j deux fois, une par hémistiche, avec your jɔː et yew juː. Même schéma au vers 14 où le [h] soufflé de hides se voit repris par hill, ou encore au vers 15 qui fait vibrer la consonne sourde ð dans then et thy pratiquement sans discontinuité. Le vers 16, par le rapprochement du son s dans l'expression composée salt sand-wave, suggère à la fois l'ondulation de la vague et un léger sifflement. Dans le vers 27, le processus affecte presque toutes les syllabes : Though seen of none save him whose strenuous tongue, d'où le rythme haletant mimant le paroxysme de l'effort exigé.
Tout au long du poème, chaque élément positif, émotion, personnification, métaphore ou comparaison, se voit associé à un élément négatif : ainsi, au vers 23, l'oxymore aching pleasure (il est vrai que le plaisir peut être exacerbé par la douleur qu'il engendre), ou encore la mélancolie, descendue du ciel comme un nuage en pleurs (weeping cloud (vers 11-12), et ses satellites, la beauté, la joie et le plaisir, mariés à la mort, la séparation ou le poison, sans compter la pluie régénérante d'avril comparée à un « linceul » (shroud) (vers 14), sans doute de brume et de morosité.

### Processus d'amplification
L'irruption de la négation frappe d'autant par sa soudaineté : répétée sur huit vers, elle plonge d'emblée le lecteur dans un univers de protestation enflammée qui s'amplifie au fil des exemples : évocation des Enfers et des poisons, elle-même corsée par la sémantique négative de l'adjectif mournful (« lugubre ») et de l'adverbe drowsily (« somnolent »), dont l'écho se réverbère par l'assonance, qu'appuie encore l'enjambement, du drown (« noyer ») qui suit :
| Nor suffer thy pale forehead to be kist By nightshade, ruby grape of Proserpine; Make not your rosary of yew-berries, Nor let the beetle, nor the death-moth be Your mournful Psyche, nor the downy owl A partner in your sorrow's mysteries; For shade to shade will come too drowsily, And drown the wakeful anguish of the soul. | nɔː ˈsʌfə ðaɪ 'peɪl ˈfɒrɪd tuː biː 'kist bai 'naɪʧəɪd, ˈruːbi 'greɪp ɒv 'prosə:'pain 'meɪk nɑt jʊər ˈroʊzəri ʌv ju-ˈbɛriz nɔr lɛt ðə ˈbitəl, nɔr ðə 'dɛθ-mɔθ bi jʊər ˈmɔrnfəl ˈsaɪki, nɔ ðə ˈdaʊni 'aʊl ə ˈpɑrtnə in jʊər ˈsɑroʊz ˈmɪstəriz fɔr 'ʃeɪd tu 'ʃeɪd wɪl 'kʌm tu ˈdraʊzɪli ænd 'draʊn ðə ˈweɪkf(ə)l 'æŋgwɪʃ ʌv ðə 'soʊl |

D'autre part, le martèlement des deux derniers vers scelle l'ensemble de la strophe en une déclaration sans appel ; le rythme ïambique se déroule inexorablement, les deux syllabes faibles de 'drowsily et of the 'soul se trouvant comme effacées par l'élan imprimé dès le début.

### Une suavité gluante
À ce compte, l'Ode sur la mélancolie ne diffère pas de ses consœurs qui, comme l'écrit H. W. Garrod, « ne chantent pas » (do not sing). Elle n'emboîte le pas à aucune des traditions de l'ode et contrairement à la poésie de Shelley, légère, aérienne et fugitive, elle n'est pas « lyrique » au sens premier du terme, c'est-à-dire destinée à être accompagnée de la lyre. Elle se déclame et se déguste en même temps : voir l'hémistiche … while the bee-mouth sips, image d'une abeille aspirant le nectar de la fleur déjà porteur d'une suavité gluante au palais. Dans son Études sur le genre humain, Georges Poulet compare cette technique d'écriture à celle de Marcel Proust qui, dans À l'ombre des jeunes filles en fleurs écrit : « J'étais enfermé dans le présent […] momentanément éclipsé, mon passé ne projetait plus devant moi cette ombre de lui-même que nous appelons notre avenir ; plaçant le but de ma vie non pas dans les rêves de ce passé, mais dans la félicité de la minute présente, je ne voyais pas plus loin qu'elle. J'étais collé à la sensation présente. » Comme Proust, Keats « est devenu ce qu'il sent ; il s'est exclu de lui-même […] au lieu de dépasser l'objet, il s'y est enfoncé ».

#### Traductions en français
- (fr + en) Albert Laffay (traduction, préface et notes), Keats, Selected Poems, Poèmes choisis, Paris, Aubier-Flammarion, coll. « Bilingue Aubier », 1968, 375 p., p. 303, 306.
- John Keats et Alain Suied (trad. Alain Suied), Les Odes : Suivi de La Dame sans Merci et La Vigile de la Sainte-Agnès, Orbey, Éditions Arfuyen, coll. « Neige », 2009, 142 p., 22,5 (ISBN 978-2845901377).
- John Keats et Alain Praud, traducteur, « John Keats : De la Mélancolie (Ode) »(Archive.org • Wikiwix • Archive.is • Google • Que faire ?), 22 décembre 2012 (consulté le 9 mars 2019). .
- John Keats & Jean-Charles Vegliante, "En langue étrange (ou preque)", Ticontre 2014.

#### Ouvrages et articles
- (en) Ernest de Sélincourt, The Poems of John Keats, New York, Dodd, Mead and Company, 1905, 612 p.
- (en) John Middleton Murry, Keats and Shakespeare, Oxford, Oxford University Press, 1926, 248 p..
- Lucien Wolff, Keats, sa vie, son œuvre, Paris, Hachette, 1909.
- Charles Du Bos et Juliette-Charles Du Bos (éditeur scientifique), Journal, t. I 1921-1923, Paris, Éditions Corréa, 1946.
- Georges Poulet, Études sur le temps humain, Paris, Plon, 1949 (Prix Sainte-Beuve, 1951)
- (en) E. C. Pettet, On The Poetry Of Keats, Cambridge, Cambridge University Press, 1957, 395 p. (ISBN 978-0404202002)
- (en) W. J. Bate, The Stylistic Development of Keats [« Développement stylistique de Keats »], New York, Humanities Press, 1962, 214 p.
- (en) W. J. Bate, John Keats, Cambridge, Mass., Belknap Press of Harvard University Press, 1963 (ISBN 0-8262-0713-8).
- (en) Robert Gittings, John Keats, Harmondsworth, Penguin Books, coll. « Pelican Biographies », 1968, 669 p., 20 cm (ISBN 0-14-005114-7).
- (en) John Keats et H. W. Garrod (éditeur scientifique), Keats: Poetical Works [« Œuvres poétiques de Keats »], Oxford, Oxford University Press, 1970 (1re éd. 1926), 477 p., 21cm (ISBN 978-0192810670). .
- (en) Harold Bloom, The Visionary Company [« L'œil et la vision »], Ithaca, Cornell University Press, 1971, 14,6 x 3,2 x 22,2 cm (ISBN 0801491177).
- (en) Peter Sacks, The English Elegy, Studies in the genre from Spenser to Yeats [« L'Élégie en anglais, Études du genre de Spenser à Yeats »], Baltimore, The Johns Hopkins University Press, 1985
- (en) Christophe La Cassagnère, Le voyage imaginaire et ses écritures dans la poésie de Keats, Clermont-Ferrand, Centre du Romantisme anglais, 1987.
- (en) Garrett Stewart, Reading Voices: Literature and the Phonotext [« Lecture : la littérature et le texte audio »], University of California Press, 1990.
- Jean-François Balaudé (Jean-François Balaudé, traducteur et éditeur scientifique), « Épicure », dans Collectif, Gradus philosophique, Paris, Garnier Flammarion, 1996, chap. 125, p. 213.
- (en) John B. Gleason, « A Greek Eco in Ode on a Grecian Urn » [« Eco grec dans l'Ode sur une urne grecque »], RES New Series, Oxford, Oxford University Press, vol. XLII, no 165,‎ 1991
- (en) Andrew Bennett, Keats, Narrative and Audience [« Récit et public »], Cambridge, Cambridge University Press, 1994.
- (en) Theodore L. Gaillard, Jr., « Keats's Ode on Melancholy », The Explicator,‎ 22 septembre 1994, 22 cm (ISBN 0-571-17227-X).
- (en) Andrew Motion, Keats, Chicago, University of Chicago Press, 1997 (ISBN 0-571-17227-X).
- (en) Thomas McFarland, The Masks of Keats: The Endeavour of a Poet [« Les masques de Keats »], New York, Oxford University Press, 2000 (ISBN 0-19-818645-2).
- (en) Greg Kucich (Susan J. Wolfson, éditeur scientifique), « Keats and English Poetry », dans The Cambridge Companion to Keats [« Keats et la poésie anglaise »], Cambridge, Cambridge University Press, 2001, 272 p. (ISBN 9780521658393), p. 186-202. .
- (en) Helen Vendler, The Odes of John Keats, Cambridge, Mass., Londres, The Belknap Press of Harvard University Press, 2001, 330 p., 25 cm (ISBN 9780674630765).
- Victor Hugo, Les Travailleurs de la mer, vol. III, Paris, Le livre de Poche, coll. « Classiques », 2002, 674 p., 17,8 cm (ISBN 978-2253161059), « II »
- Denis Bonnecase (Christian La Cassagnère, éditeur scientifique), « The Aesthetic of Keats », dans Keats ou le sortilège des mots, Lyon, Presses universitaires de Lyon (PUL), coll. « CERAN (Centre du Romantisme anglais) », 2003, 255 p. (ISBN 9782729707347).
- Christine Berthin (Christian La Cassagère, éditeur scientifique), « Keats entre deuil et mélancolie », dans Keats ou le sortilège des mots, Lyon, Presses universitaires de Lyon (PUL), coll. « CERAN (Centre du Romantisme anglais) », 2003, 255 p. (ISBN 9782729707347).
- (en) C. J. Murray, Encyclopedia of the Romantic Era: 1760-1850 [« Encyclopédie de l'époque romantique »], Taylor and Francis, 2004, 1277 p. (ISBN 9781579584221).
- (en) Anupam Nagar, Recritiquing John Keats: Compilation of Studied Research Papers and Articles on Keats [« Reprise critique de John Keats : compilation d'articles et de documents »], New Delhi, Sarup & Sons, 2005, 286 p. (ISBN 9788176255424).
- (en) Daniel Brass, « Bursting Joy's Grape in Keats's Odes » [« L'éclat de raisins de la joie dans les odes de Keats »], And Never Know the Joy: Sex and the Erotic in English Poetry, Rodopi, vol. 36,‎ 2006 (ISBN 9789042020764).
- (en) Christian La Cassagnère, « Keats's Gleaming Melancholy: A Reading of Endymion », E-rea, no 4.1 « Discourses of Melancholy »,‎ 4 novembre 2006 (DOI 10.4000/erea.365, lire en ligne, consulté le 24 février 2019). .
- Guilhem Lesaffre, Anthologie des chouettes et des hiboux, Paris, Delachaux et Niestlé, 2006, 223 p. (ISBN 2-603-01336-X)

### Citations originales
1. ↑  « harmony was threatened if fully half of [the poem] was concerned with the useless quest after "The Melancholy"[2] »
2. ↑  « an intense awareness of both the joy and pain, the happiness and the sorrow, of human life. This awareness is feeling and becomes also thought, a kind of brooding as the poet sees them in others and feels them in himself. This awareness is not only feeling; it becomes also thought, a kind of brooding contemplation of the lot of human beings, who must satisfy their desire for happiness in a world where joy and pain are inevitably and inextricably tied together. This union of joy and pain is the fundamental fact of human experience that Keats has observed and accepted as true[10] »
3. ↑  « its sensations are feverisly heated[KMT 5] »
4. ↑  « notable turn into realism[KV 8] »
5. ↑  « Beauty is melancholy because it is a 'solution sweet' of contraries[KB 2] »
6. ↑  « an apotheosis of equipoise, of delicately maintained balance[KB 2] »
7. ↑  « Melancholy art is a hightly refined sublimation; it does not transcend death so much as incorporates it into beauty itself[KB 3] »
8. ↑  « In Melancholy, the speaker does not appear as a poet, but rather as a man ravaged by love-melancholy[KV 9] »